# Shuttleworth Collection
A Shuttleworth Collection é um museu aeronáutico e automotivo localizado no "Old Warden Aerodrome" em Old Warden, Bedfordshire, Inglaterra. É um dos mais prestigiados do mundo devido à variedade de aeronaves antigas e bem conservadas.

## Histórico

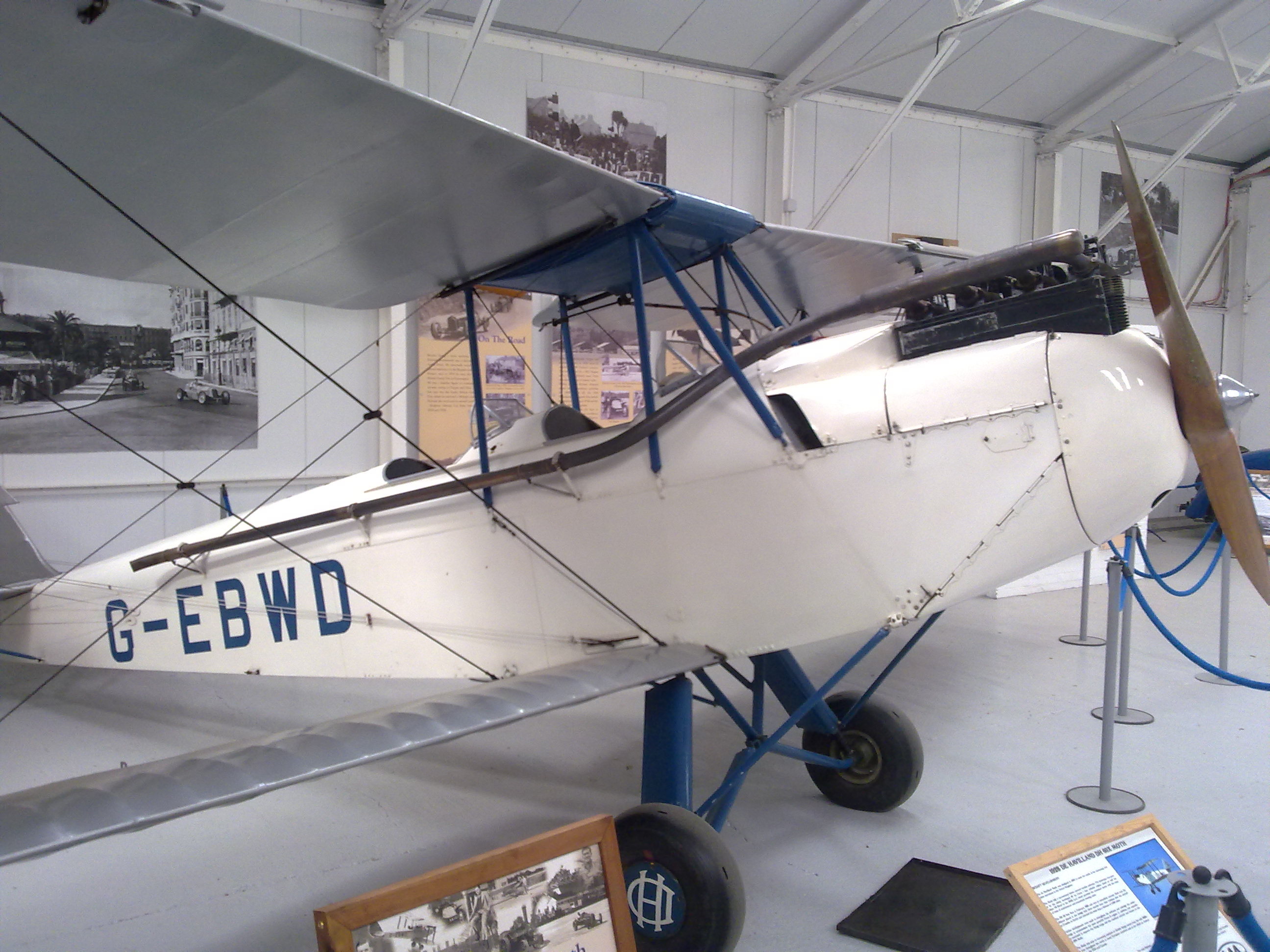
O G-EBWD, voa regularmente em apresentações da Shuttleworth Collection. Este exemplar, pertenceu a Richard Shuttleworth e era seu avião de uso privado tendo sido bastante modificado.

A coleção foi fundada em 1928 pelo aviador Richard Ormonde Shuttleworth. Enquanto voava em um "Fairey Battle" à noite em 2 de agosto de 1940, Shuttleworth sofreu um acidente fatal. Sua mãe, em 1944, formou o "Richard Ormonde Shuttleworth Remembrance Trust" "para o ensino da ciência e prática da aviação e do reflorestamento e da agricultura".

## A coleção

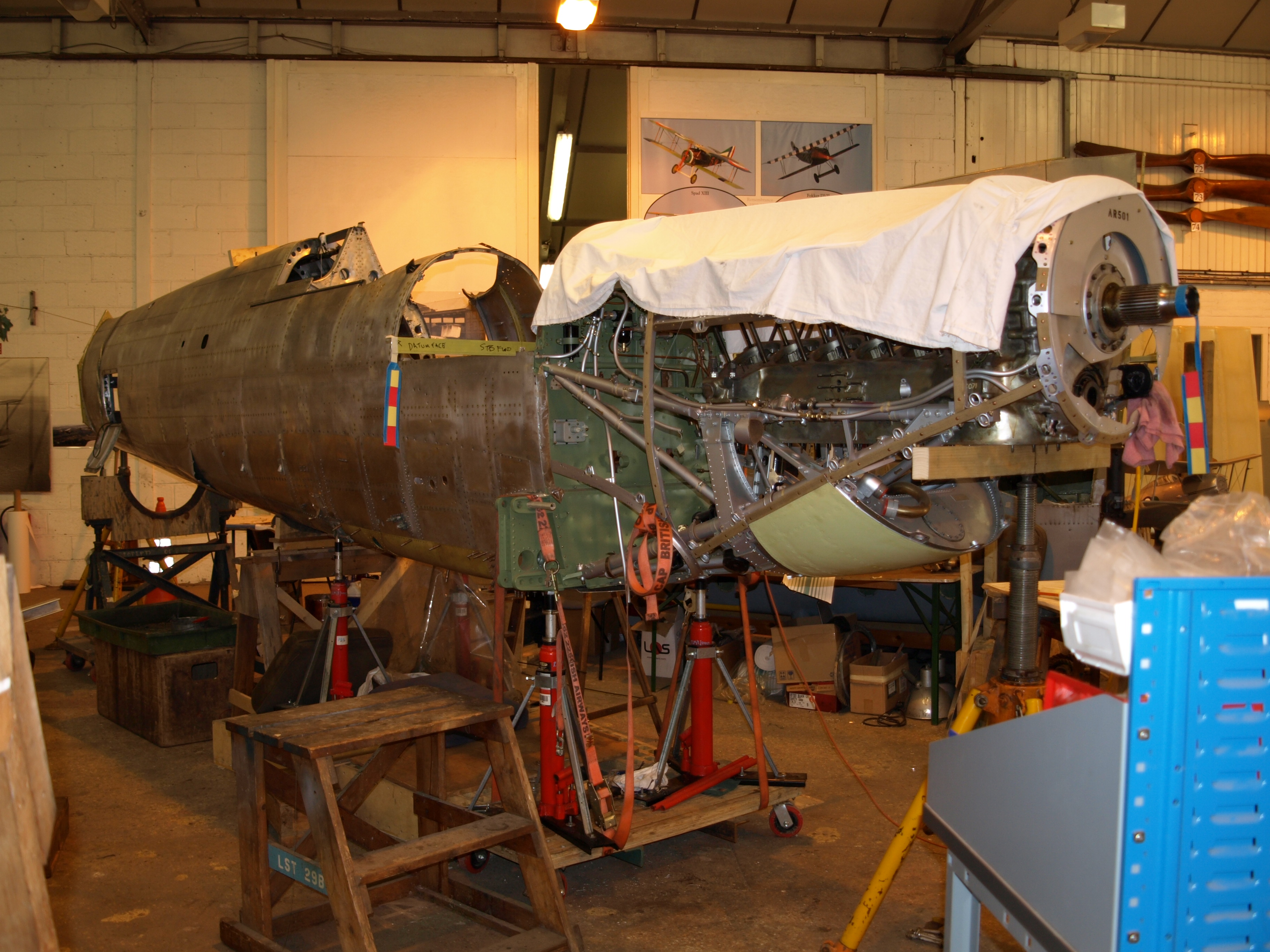
Um Spitfire Vc, AR501, durante um extensivo processo de renovação da Shuttleworth Collection em Setembro de 2008.

O trabalho de restauração e manutenção é realizado por uma equipe de nove engenheiros em tempo integral e muitos engenheiros voluntários. Esses voluntários são todos membros da "Shuttleworth Veteran Airplane Society" (SVAS), com 3.000 membros. Esses entusiastas dedicados são cruciais para a preservação e restauração da coleção.
Além de aeronaves, a coleção abriga uma série de carros antigos e veteranos. Os eventos incluem dias de voo com modelos, uma vez por ano, há um dia especial de voo para escolas da região.
A Shuttleworth Collection enfatiza a restauração do maior número possível de aeronaves à condição de vôo, de acordo com a intenção original do fundador. Normalmente ocorrem cerca de doze shows aéreos por ano, incluindo exibições noturnas, que oferecem a oportunidade de ver aeronaves que, em muitos casos, são as últimas de seu tipo a sobreviver, quanto mais em condições de voar.

## As máquinas voadores eduardianas
Algumas das aeronaves mais notáveis da coleção são os cinco aviões eduardianos, dos quais um é o avião britânico mais antigo ainda em condição de voo. O que os torna excepcionais é que eles ainda voam. O mais antigo, com registro civil britânico G-AANG, é o Bleriot XI (ainda com motor original), que data de 1909 - seis anos depois da aeronave dos irmãos Wright e da aeronave mais antiga do mundo, sendo a segunda mais antiga, a apenas três semanas mais recente por data de fabricação, o Bleriot XI original restaurado do Old Rhinebeck Aerodrome (número de série de fábrica de Bleriot 56, com registro civil N60094) nos Estados Unidos.

## Aeronaves na coleção
Dados do livro de Ellis
| Tipo                                  | Data | Matrícula | Notas                                                                           |
| ------------------------------------- | ---- | --------- | ------------------------------------------------------------------------------- |
| ANEC II                               | 1924 | G-EBJO    |                                                                                 |
| Avro 504K                             | 1918 | G-ADEV    | pintado como E3273                                                              |
| Roe IV Triplane                       | 1964 | G-ARSG    | Réplica                                                                         |
| Avro Tutor                            | 1933 | G-AHSA    | pintado como RAF K3241                                                          |
| Avro Anson                            | 1946 | G-AHKX    | Propriedade da BAE Systems                                                      |
| Blackburn Type D                      | 1912 | G-AANI    | Mais antigo avião britânico em condições de voo                                 |
| Blériot XI                            | 1909 | G-AANG    | Avião mais antigo do mundo em condição de voo                                   |
| Bristol Boxkite                       | 1964 | G-ASPP    | Réplica                                                                         |
| Bristol F.2b Fighter                  | 1918 | G-AEPH    | pintado como RAF D8096                                                          |
| Bristol M.1C                          | 1981 | G-BWJM    | Réplica pintado como RFC C4918                                                  |
| Comper Swift                          | 1932 | G-ACTF    |                                                                                 |
| de Havilland DH.51                    | 1924 | G-EBIR    | Miss Kenya                                                                      |
| de Havilland DH.53 Humming Bird       | 1923 | G-EBHX    | Caiu em 1 de Julho de 2012 matando o piloto. Currently being repaired off site. |
| de Havilland DH.60 Cirrus Moth        | 1925 | G-EBLV    | Propriedade da BAE Systems                                                      |
| de Havilland DH.60X Hermes Moth       | 1928 | G-EBWD    |                                                                                 |
| de Havilland DH.82A Tiger Moth II     | 1942 | G-ANKT    | pintado como RAF K2585                                                          |
| de Havilland DH.88 Comet              | 1934 | G-ACSS    | Grosvenor House                                                                 |
| De Havilland Canada DHC-1 Chipmunk 22 | 1952 | G-BNZC    | pintado como RCAF 671                                                           |
| Deperdussin Type A monoplane          | 1910 | G-AANH    |                                                                                 |
| Desoutter I                           | 1930 | G-AAPZ    |                                                                                 |
| English Electric Wren                 | 1923 | G-EBNV    |                                                                                 |
| Gloster Gladiator                     | 1937 | G-AMRK    | pintado como RAF K7985                                                          |
| Hawker Cygnet                         | 1992 | G-CAMM    | Réplica                                                                         |
| Hawker Hind                           | 1935 | G-AENP    | pintado como RAF K5414 em processo de restauração de motor                      |
| Hawker Sea Hurricane Mk.Ib            | 1939 | G-BKTH    | pintado como RN Z7015                                                           |
| Hawker Tomtit                         | 1931 | G-AFTA    | pintado como RAF K1786                                                          |
| Messerschmitt Me 163 Komet            |      | 191454    | Modelo de fuselagem com motor original                                          |
| Mignet HM.14 Flying Flea              | 1939 | G-AEBB    | Sem condições de voo                                                            |
| Miles Magister                        | 1939 | G-AJRS    | pintado como RAF P6382                                                          |
| Parnall Elf                           | 1932 | G-AAIN    |                                                                                 |
| Percival Mew Gull                     | 1934 | G-AEXF    | Alex Henshaw's England - Cape Town racer                                        |
| Percival Provost T1                   | 1955 | G-KAPW    | pintado como RAF XF603                                                          |
| Polikarpov Po-2                       | 1924 | G-BSSY    | pintado como Força Aérea Soviética 28                                           |
| RAF SE.5A                             | 1918 | G-EBIA    | Serial F904 atualmente nas cores originais de seu esquadrão                     |
| Sopwith Camel                         | 2001 | G-BZSC    | Réplica fabricada pela Northern Aeroplane Workshop, atualmente em Old Warden    |
| Sopwith Pup                           | 1920 | G-EBKY    | Pintado como RFC 9917                                                           |
| Sopwith Triplane                      | 1980 | G-BOCK    | Réplica pintado como RNAS N6290                                                 |
| Southern Martlet                      | 1930 | G-AAYX    |                                                                                 |
| Supermarine Spitfire LF.Mk.Vc         | 1942 | G-AWII    | Serial AR501                                                                    |
| Westland Lysander Mk.IIIa             | 1942 | G-AZWT    | Pintado como RAF V9367                                                          |

Também residentes mas de propriedade privada:
- Avro Anson (BAE Systems)
- Miles M14a Hawk Trainer N3788 G-AKPF
- Westland Wallace réplica de fuselagem
- De Havilland DH89A Rapide G-AGSH pintado nas cores da "British European Airways"

## Veículos na coleção
[Imagem:Hucks.JPG|thumb|O Hucks starter de 1920.]]
- 1898  Panhard et Levassor
- 1899  Mors Petit Duc
- 1899  Benz International dogcart
- 1900  Marot Gardan
- 1901  Locomobile carro a vapor
- 1901  Arrol-Johnston
- 1902  Baby Peugeot
- 1903  Richard-Brasier
- 1903  De Dietrich
- 1912  Crossley 15
- 1912  Wolseley M5
- 1913  Morris Oxford
- 1920  Hucks starter
- 1923  Leyland SG7 bus
- 1926  Jowett Short-chassis tourer
- 1931  Austin 16 hp "Burnham"
- 1935  Austin Seven
- 1937  Railton
- 1937  Fiat Topolino
- 1937  MG TA
- 1939  Hillman Minx RAF Staff Car
- 1943  Fordson WOT 2H

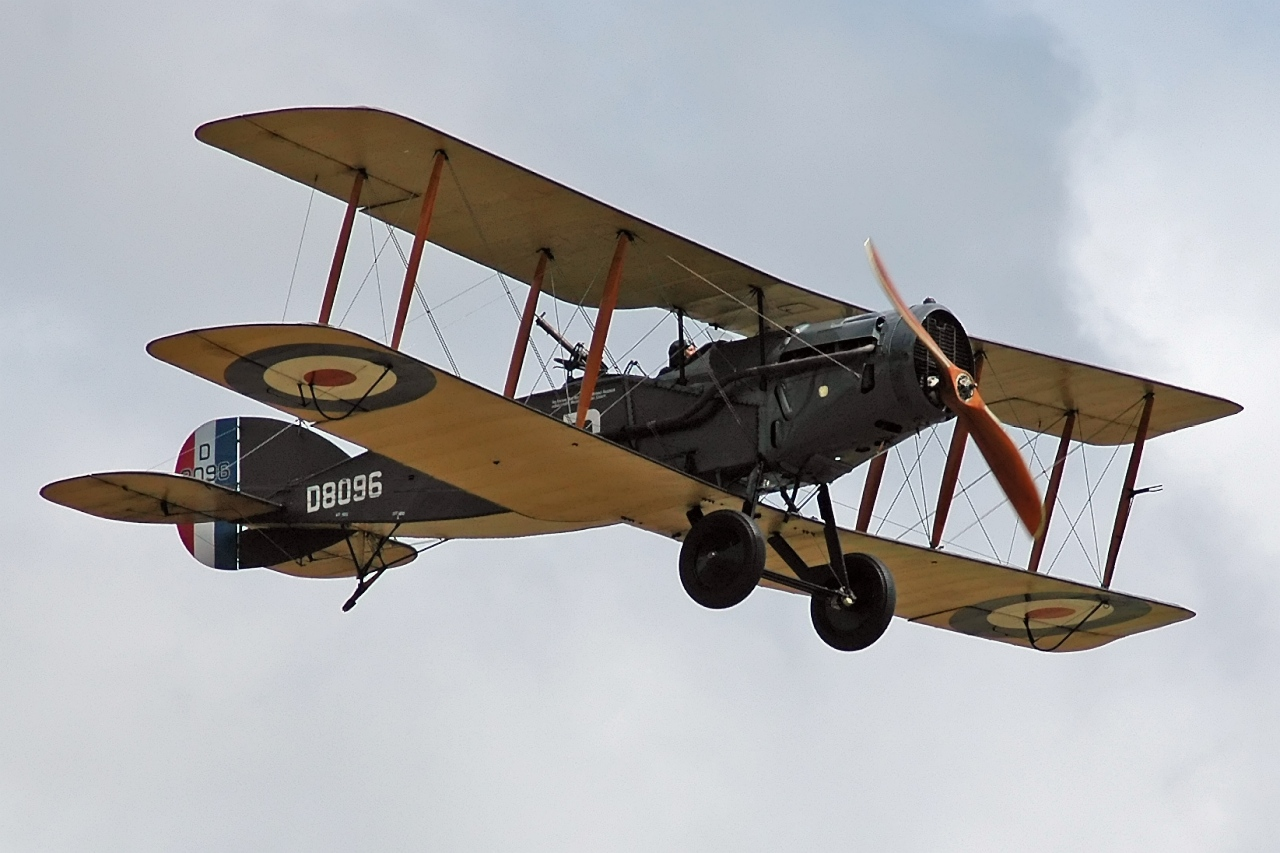
Um Bristol F.2B Fighter da Shuttleworth Collection.

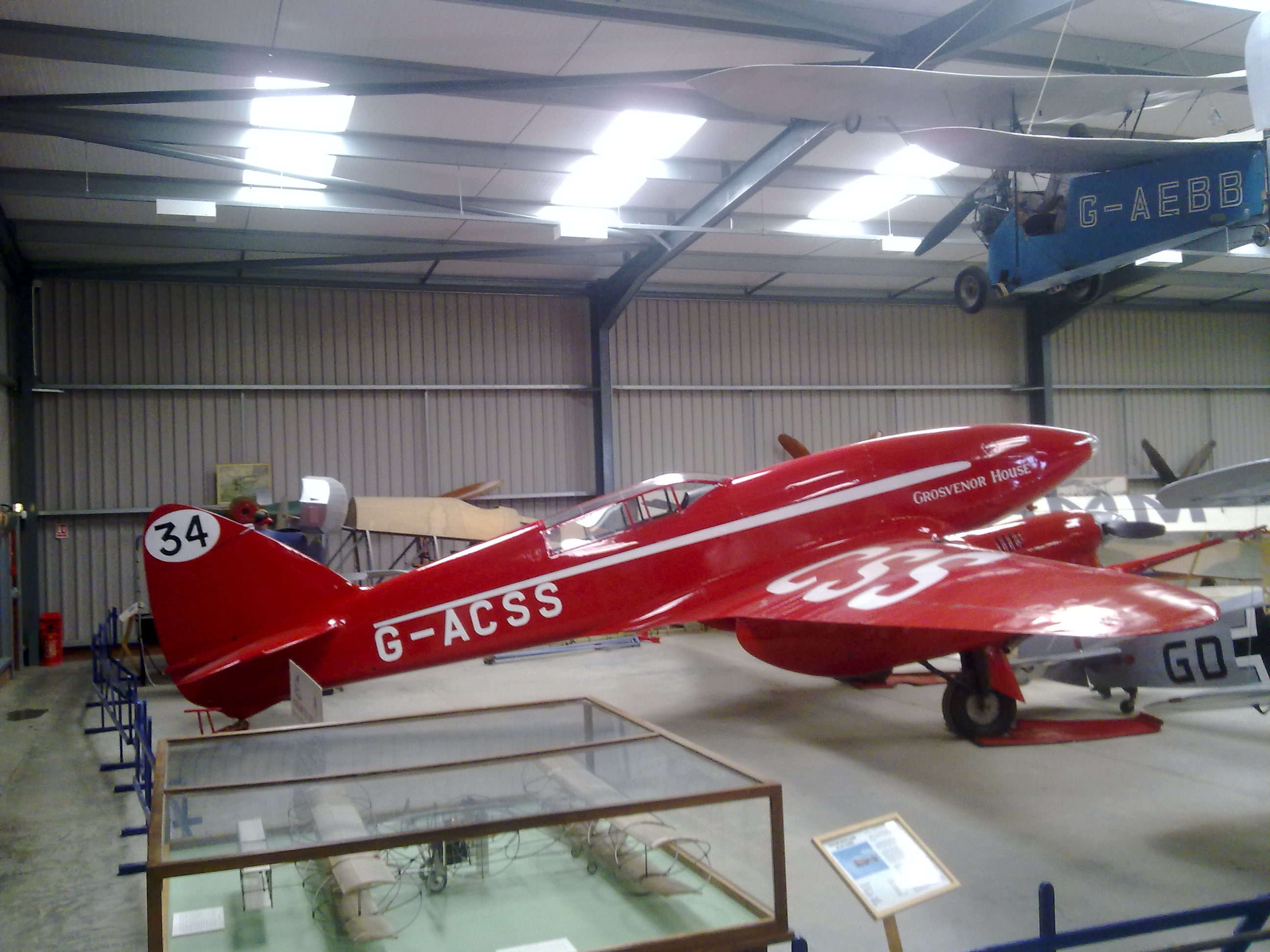
O DH88 Comet Racer 'Grosvenor House' da Shuttleworth Collection em 2010.

- 1900  Singer Motor Wheel Motocicleta
- 1904  Aurora  Motocicleta
- 1921  Scott Squirrel Combination
- 1923  Triumph SD  Motocicleta
- 1927  Raleigh 14 Motocicleta
- 1929  Ariel Motocicleta
- 1938  Rudge Motocicleta
- 1940  BSA M20 Motocicleta
- 1950  Philips Cyclemaster
- 1952  Brockhouse Corgi Scooter
- 1955  BSA A7 Motocicleta
- 1955  New Hudson Motocicleta
- 1960  Norton ES2 Motocicleta

Também existe uma coleção de tratores.